# 20 лютого
20 лютого — 51-й день року в григоріанському календарі. До кінця року залишається 314 днів (315 днів — у високосні роки).

## Свята і пам'ятні дні

### Міжнародні
- ООН: Всесвітній день соціальної справедливості[1]

### Національні
- Україна: День Героїв Небесної Сотні
- Україна: День соціальної справедливості (Відзначається в Україні щорічно згідно з Указом Президента № 1021/2011 від 4 листопада 2011 р.)

## Іменини
✝  Католицькі: Єлевферій, святі діти Фатіми - Жасінта та Франсишку Марту.
✙ Православні: Лев, Ярослав.

## Події
- 1649 — Богдан Хмельницький почав переговори з поляками про визначення кордонів Запорізького війська.
- 1666 — заснований Монреаль — одне з найбільших канадських міст.
- 1811 — уряд Австрії оголосив про банкрутство у зв'язку з неможливістю впоратися з інфляцією після наполеонівських воєн.
- 1816 — у Римі відбулася прем'єра опери Джоаккіно Россіні «Севільський цирульник».
- 1872 — на П'ятій авеню в Нью-Йорку відкрилася будівля Музею мистецтва Метрополітен.
- 1872 — у США запатентований електричний ліфт.
- 1877 — у Большому театрі в Москві відбулася прем'єра балету Петра Чайковського «Лебедине озеро».
- 1922 — Віленський сейм ухвалив приєднати Вільнюс і частину південно-східної Литви до Польщі.
- 1939 — лідер Ірландії Еймон де Валера заявив, що його країна буде дотримуватися нейтралітету під час майбутньої війни.
- 1940 — вперше на екранах з'явилася знаменита пара — Том і Джеррі.
- 1960 — на сцені рідної школи в Сіетлі відбувся перший виступ майбутнього гітариста-віртуоза Джимі Гендрікса.
- 1962 — американський космонавт Джон Ґленн тричі облетів Землю зі швидкістю 27 000 км/год в кораблі «Френдшип-7» (Friendship 7).
- 1988 — Кайлі Енн Міноуґ уперше очолила британський чарт — на вершину хіт-параду забралася пісня «І Should Be So Lucky» і залишалася номером один п'ять тижнів.
- 1992 — Верховна Рада України постановила святкувати День Незалежності України 24 серпня.
- 1992 — засновано англійську Прем'єр-лігу, що прийшла на зміну Футбольній лізі.
- 1994 — Торі Еймос очолила британський чарт зі своїм другим альбомом «Under The Pink».
- 1998 — 15-літня американка Тара Ліпінські виграла змагання серед жінок з фігурного катання на зимовій Олімпіаді в Нагано, ставши наймолодшою переможницею Білих Олімпіад.
- 1999 — в аеропорту Нью-Йорка затриманий колишній прем'єр-міністр України Павло Лазаренко.
- 2002 — «The Strokes» названі «новачками року» «Brit Awards».
- 2002 — заснування українського видавництва «Видавничий дім „Школа“» (видавництво, Харків).
- 2003 — героями Brit Awards стали «Coldplay» і Ms Dynamite, заробивши по дві нагороди кожен.
- 2014 — під час протистояння Євромайдану і злочинної влади президента Януковича на Інститутській вулиці вбивцями з «Беркуту» були розстріляні активісти. Загиблих згодом назвали «Небесною сотнею».
- 2014 — вторгненням російського спецназу на територію АРК розпочалася російсько-українська війна.

## Народились

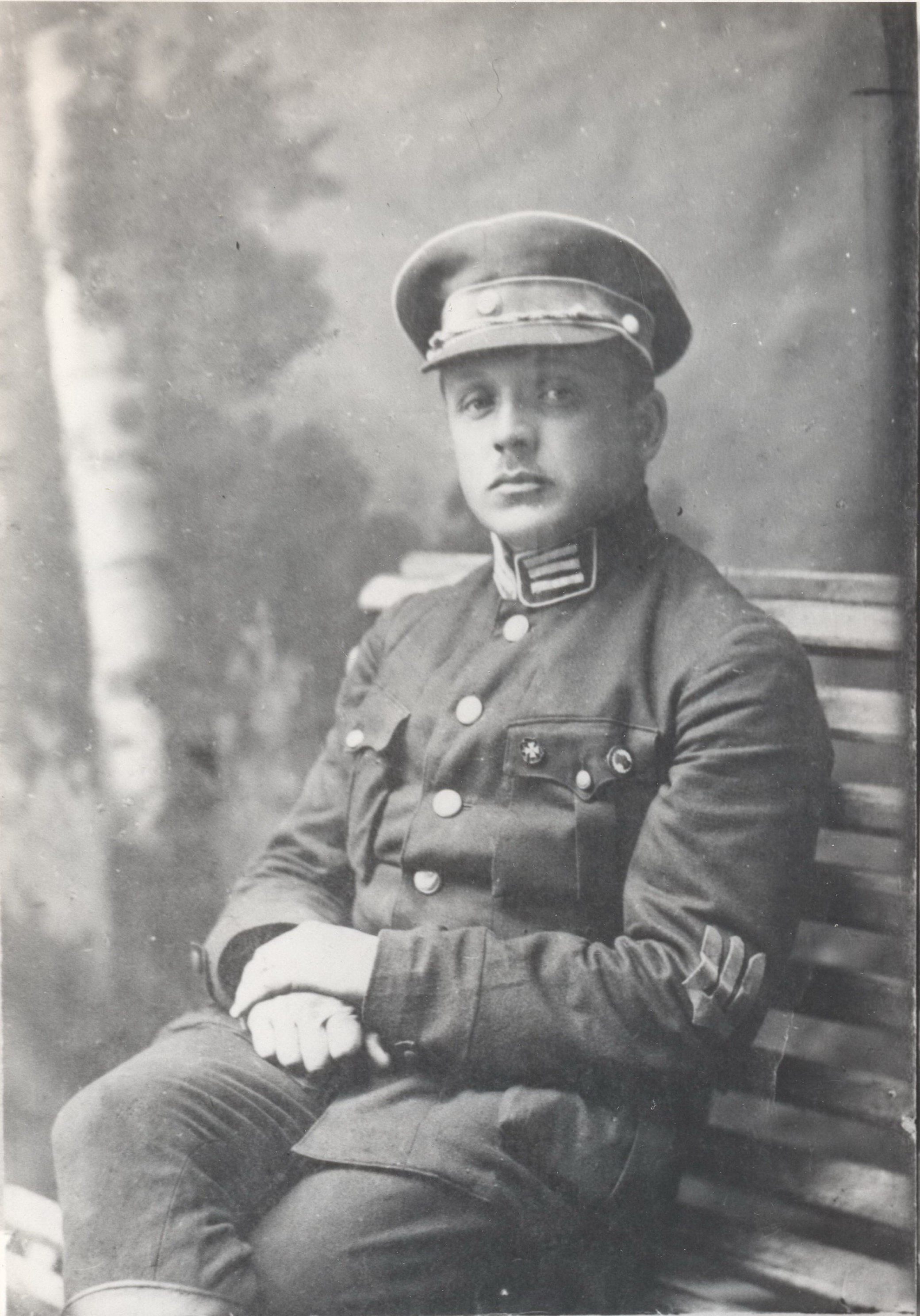
Олександр Удовиченко

Дивись також Категорія:Народились 20 лютого
- 1523 — Ян Благослав, чеський церковний і освітній діяч, автор «Чеської граматики»
- 1844 — Людвіг Больцман, австрійський фізик.
- 1887 — Олександр Удовиченко, український військовий і громадський діяч, генерал Армії УНР, віце-президент УНР в екзилі (1954–1961).
- 1877 — Антоній Вівульський, литовський скульптор і архітектор.
- 1888 — Василь Барвінський, український композитор, піаніст, музикознавець.
- 1889 — Лев Ревуцький, український композитор, педагог, музичний і громадський діяч.
- 1902 — Ансель Адамс, фотограф.
- 1905 — Улас Самчук, український письменник, член уряду УНР у вигнанні.
- 1921 — Микола Савченко-«Миколенко», лейтенант ЧА, хорунжий УПА, командир сотні «Східняки», член Закордонного Представництва УГВР, член Видавничого комітету «Літопис УПА», Лицар Золотого Хреста бойової заслуги 1 класу
- 1925 — Роберт Альтман, американський режисер, сценарист, продюсер («Польовий госпіталь»)
- 1926 — Кен Олсен, американський інженер, засновник Digital Equipment Corporation, піонер комп'ютерної індустрії
- 1927 — Сідні Пуатьє, американський актор, режисер і продюсер («Шакал», «Ноїв ковчег»), перший актор афроамериканського походження, що отримав «Оскар».
- 1951 — Ґордон Браун, британський прем'єр-міністр.
- 1963 — Ієн Браун, вокаліст і засновник британського гурту The Stone Roses, нині успішний сольний виконавець.
- 1966 — Сінді Кроуфорд, американська супермодель і акторка.
- 1967 — Курт Кобейн, популярний американський рок-музикант («Nirvana») (†1994).
- 1975 — Брайн Літтрел, американський поп-співак, член гурту «Backstreet Boys».
- 1978 — Дмитро Васильєв, підполковник Збройних Сил України, учасник російсько-української війни. Герой України (посмертно).
- 1988 — Ріанна, співачка

## Померли

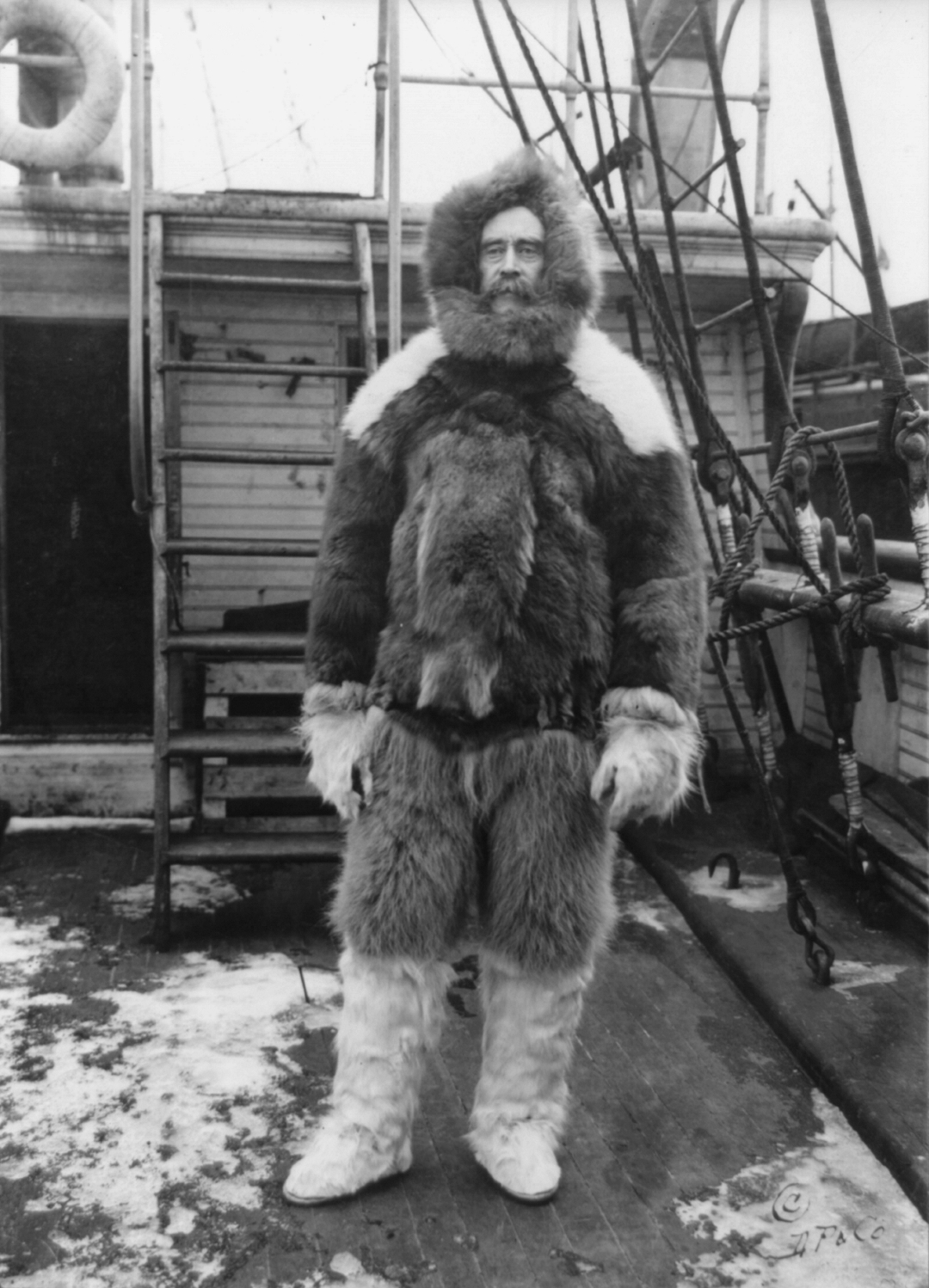
Роберт Пірі

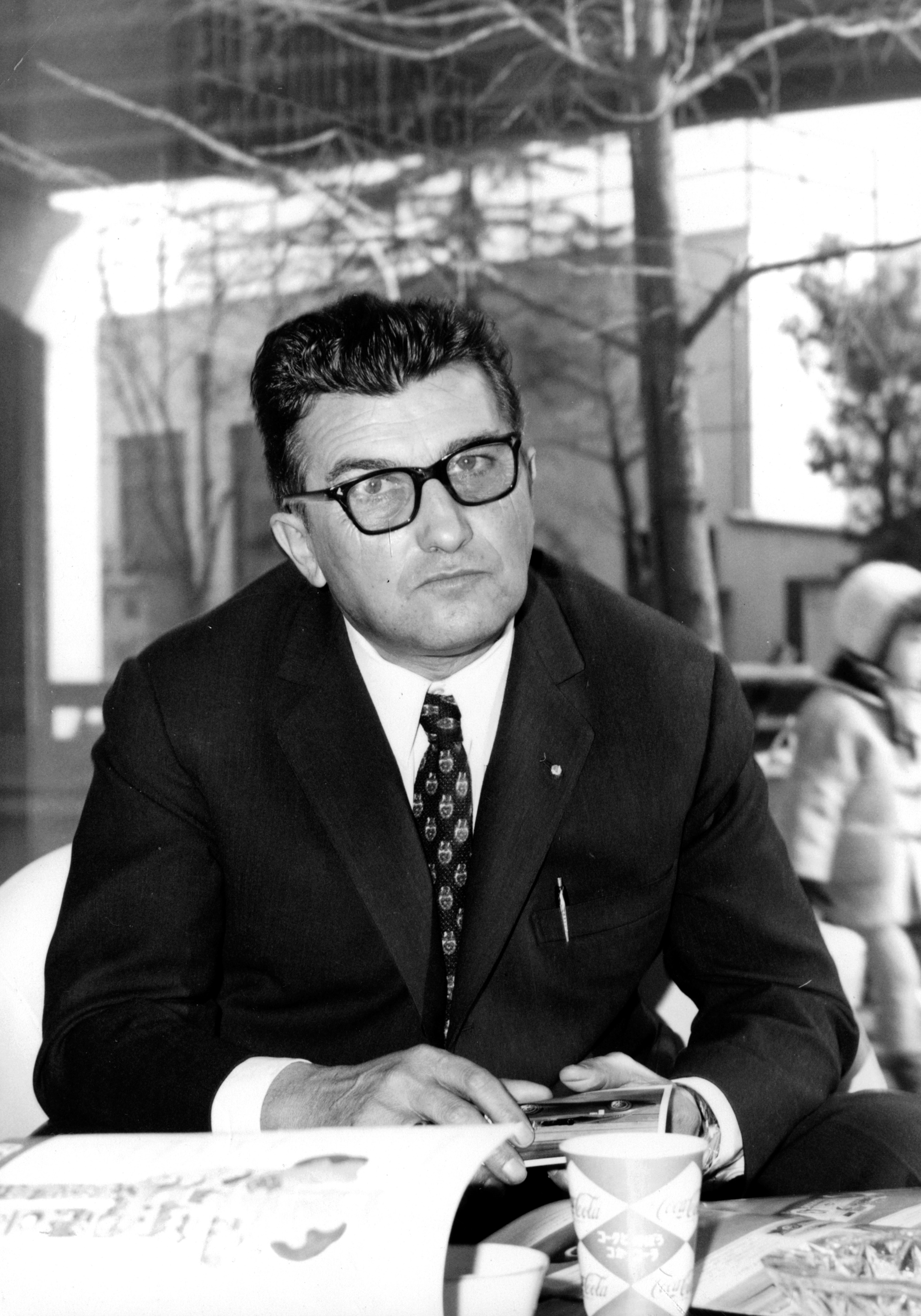
Ферруччо Ламборгіні

Дивись також Категорія:Померли 20 лютого
- 1054 — Ярослав Мудрий, великий князь київський (бл. 983).
- 1431 — Мартин V (Martinus PP. V, в миру Оддоне Колонна), Папа Римський.
- 1694 — Юрій-Франц Кульчицький, український шляхтич, герой Віденської битви, власник однієї з перших віденських кав'ярень
- 1762 — Тобіас Йоганн Маєр, німецький астроном і картограф
- 1790 — Йосиф II, імператор Священної Римської імперії
- 1810 — Мартин Почобут-Одляницький, білоруський і литовський просвітник, астроном, математик, ректор Головної Віленської школи.
- 1920 — Роберт Пірі, американський полярний дослідник, який першим досягнув Північного полюсу.
- 1966 — Честер Німіц, головнокомандувач тихоокеанського флоту США під час Другої світової війни.
- 1972 — Марія Гепперт-Маєр, американська фізик-ядерник, Нобелівський лавреат.
- 1993 — Ферруччо Ламборгіні, італійський промисловець та підприємець.
- 2003 — Севастіян Сабол, український релігійний діяч-священик, поет (*1909).